# Humboldt megye (Nevada)
Lander megye az Amerikai Egyesült Államokban, azon belül Nevada államban található. Megyeszékhelye és legnagyoob városa Winnemucca. Lakosainak száma 17 285 fő (2020. április 1.). Humboldt megye Harney, Malheur, Owyhee, Elko, Lander, Pershing és Washoe megyékkel határos.

## Népesség
A megye népességének változása:
| Lakosok száma | 16 614 | 16 661 | 17 074 | 17 363 | 17 019 | 17 285 |
|               | 2010   | 2011   | 2012   | 2013   | 2015   | 2020   |